# Guerre civile somalienne
Pour les articles homonymes, voir Guerre de Somalie.
- Territoire contrôlé par le gouvernement somalien et ses alliés.
- Territoire contrôlé par l'État auto-proclamé du Somaliland.
- Territoire contrôlé par le groupe al-Shabab et ses alliés.
- Territoire contrôlé par l’État islamique.
- Territoire contrôlé par le Khatumo.
- Territoire revendiqué par le Somaliland et la région autonome du Puntland.

Batailles
- Force d'intervention unifiée
- Mogadiscio

Guerre civile somalienne (depuis 2006)
- Intervention militaire du Kenya
- 2e Kismaayo
- Buulo Mareer
- Lego
- Janale
- Al-Adde
- Halgan
- Kolbiyow

Attaques d'Al-Shabbaab au Kenya
- Westgate
- Garissa
- Nairobi

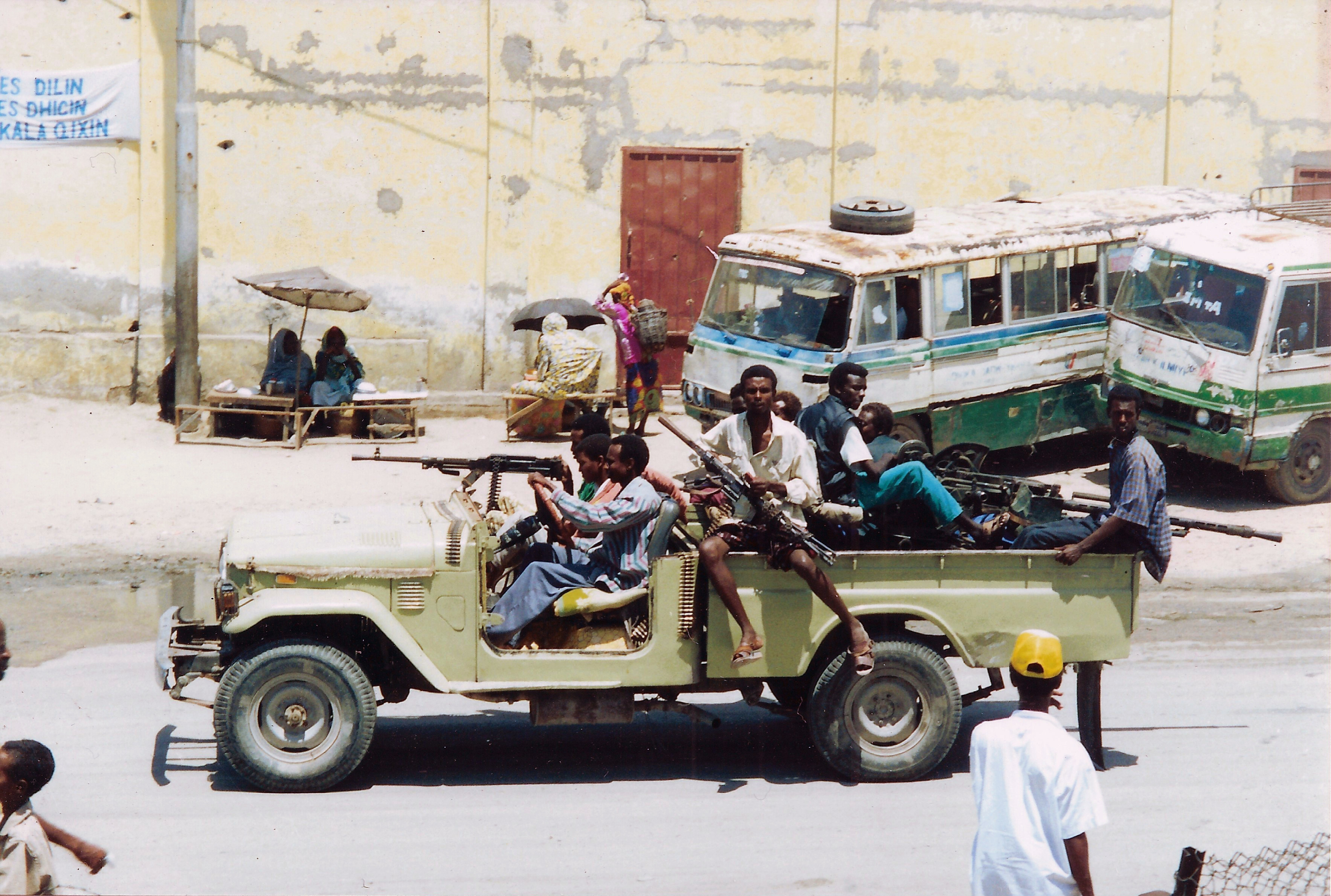
Un technical à Mogadiscio.

La guerre civile somalienne a commencé, selon les sources, au mois d'avril 1978 avec l'éclatement de violences tribales contre le président Mohamed Siad Barre, ou le 26 janvier 1991 avec la chute de ce dernier et l'effondrement de l'État somalien. Ce dernier ne s'est jamais relevé et la guerre civile est toujours en cours aujourd'hui

## Vers la guerre civile
Dès les années qui suivent l'indépendance, la Somalie est déchirée par le tribalisme. Chaque tribu, chaque clan voire chaque sous-clan a son propre parti. En 1969, le général Mohamed Siad Barre prend le pouvoir et tente de venir à bout du tribalisme en promouvant un nationalisme pansomali. Il appartient au clan Marehan des Darod. Mis en difficulté avec sa défaite à l'issue de la guerre de l'Ogaden en 1978, de plus en plus contesté, il affronte un regain de tensions tribales et finit par prendre à son tour appui sur les tribus. Son pouvoir finit par ne plus reposer que sur trois clans du groupe Darod : les Marehan (son propre clan), les Ogadeni et les Dhulbahante.
À l'issue d'une mutinerie déclenchée en 1978 par des officiers d'un clan Darod, les Majeerteen, une répression féroce s'ensuit qui aboutit au déclenchement d'une guerre civile.

## Début de la guerre civile et chute de Mohamed Siad Barre (1978-1991)

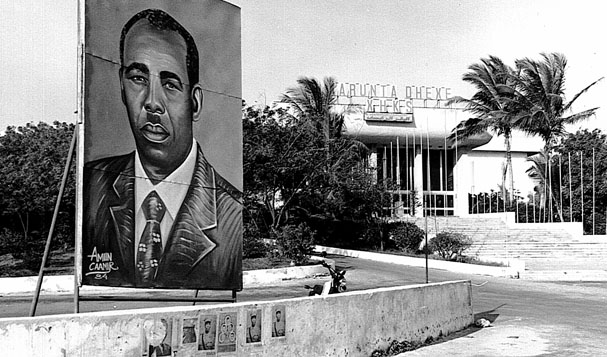
Une affiche de Mohamed Siad Barre à Mogadiscio.

Le régime affronte une résistance intérieure armée et organisée par le Somali Salvation Democratic Front (SSDF) et le Somali National Movement (SNM), créés respectivement en 1979 et 1981. Le premier est un mouvement principalement composé de Majeerteen et soutenu par les autorités éthiopiennes. Il est rejoint par le second, qui rassemble quant à lui des clans du groupe Isaaq (et qui bénéficient eux aussi d’une aide éthiopienne).
Le président Mohamed Siad Barre instaure un climat de terreur contre différents clans jugés menaçants.
En 1988, le SNM lance une offensive militaire. Il s'empare de Burao le 27 mai et d'une partie de Hargeisa le 31. Les deux villes sont lourdement bombardées par les forces gouvernementales en juin de la même année. Le 14 juillet 1989, les Bérets rouges massacrent 450 musulmans manifestant dans Mogadiscio contre l'arrestation de leurs dirigeants religieux. À partir de ce moment, les États-Unis prennent leurs distances avec le régime de Mohamed Siad Barre.
Le 6 juillet 1990, un match de football tourne à l'émeute à la suite d'un discours du président Mohamed Siad Barre. Soixante-deux personnes sont tuées et deux cents autres sont blessées. Le 2 octobre, le Somali National Movement (SNM), le Somali Patriotic Movement (SPM) et l'United Somali Congress (USC), le mouvement porté par le groupe Hawiyé, signent un accord pour la mise en place d'un gouvernement de transition jusqu'à d'éventuelles élections. Le 23 octobre, une manifestation pour la libération de prisonniers politiques déclenche un affrontement avec les forces de police.
Des affrontements ont lieu mi-novembre entre les forces gouvernementales et l'USC, et tournent à l'avantage des rebelles. Le clan Marehan est le dernier soutien du régime. Le 1er décembre, le ministre de la défense appelle à la mobilisation générale. Le 20 décembre, une fusillade éclate à l'aéroport de Mogadiscio, tuant un inspecteur de police. Une centaine de soldats sont tués lors de combats entre les forces gouvernementales et les opposants au régime, qui ont désormais infiltré la capitale et ses banlieues. Six cents Éthiopiens réfugiés en Somalie sont massacrés à Belet-Weyni par un groupe d'homme armés. Six camps de réfugiés accueillant environ 75 000 personnes, sont également attaqués. Vingt mille réfugiés parviennent à gagner l’Éthiopie.
Le 27 janvier 1991, les rebelles prennent le palais présidentiel. Deux jours plus tard, l'USC nomme Ali Mahdi Mohamed chef de l'État par intérim en remplacement de Mohamed Siad Barre, en fuite vers le sud du pays. Ali Mahdi, un Hawiyé du clan Abgaal, est préféré au général Mohamed Farrah Aïdid, un Hawiyé du clan Haber Guedir, ce qui ne tarde pas à faire éclater l'USC.

## Renversement du président Ali Mahdi Mohamed (1991)
Le pays est désormais la proie des combats entre les mouvements armés victorieux.
Les seigneurs de guerre somaliens profitent des importantes quantités d’armes disponibles dans la région à la suite du démantèlement simultané des armées de Mengistu Haile Mariam et de Mohamed Siad Barre. Le 17 mai, dans la ville de Burao, le SNM, principal mouvement de guérilla dans le nord, décide de former un gouvernement indépendant qu'ils nomment  « République du Somaliland ».
Le président Ali Mahdi Mohamed s'emploie pour sa part à chasser de Mogadiscio ses anciens alliés Darod des clans Majeerteen et Ogaden.
Le 21 juillet, les six mouvements politiques somaliens (hormis le SNM) signent à Djibouti un accord de partage des pouvoirs et confirment le président par intérim pour deux années supplémentaires. Malgré les accords, trois cents personnes sont tuées à la suite de nouveaux combats entre factions rivales à Mogadiscio.
Le 19 novembre, les troupes du général Aïdid renversent le président Ali Mahdi Mohamed. Le rival du président au sein de l'United Somali Congress prend le contrôle du palais présidentiel et de la radio nationale. Le lendemain, les combats font rage dans les quartiers est de la capitale, faisant près de mille morts et six mille blessés en douze jours.

## Intervention des Nations unies (1992-1995)

### Déroulement des opérations

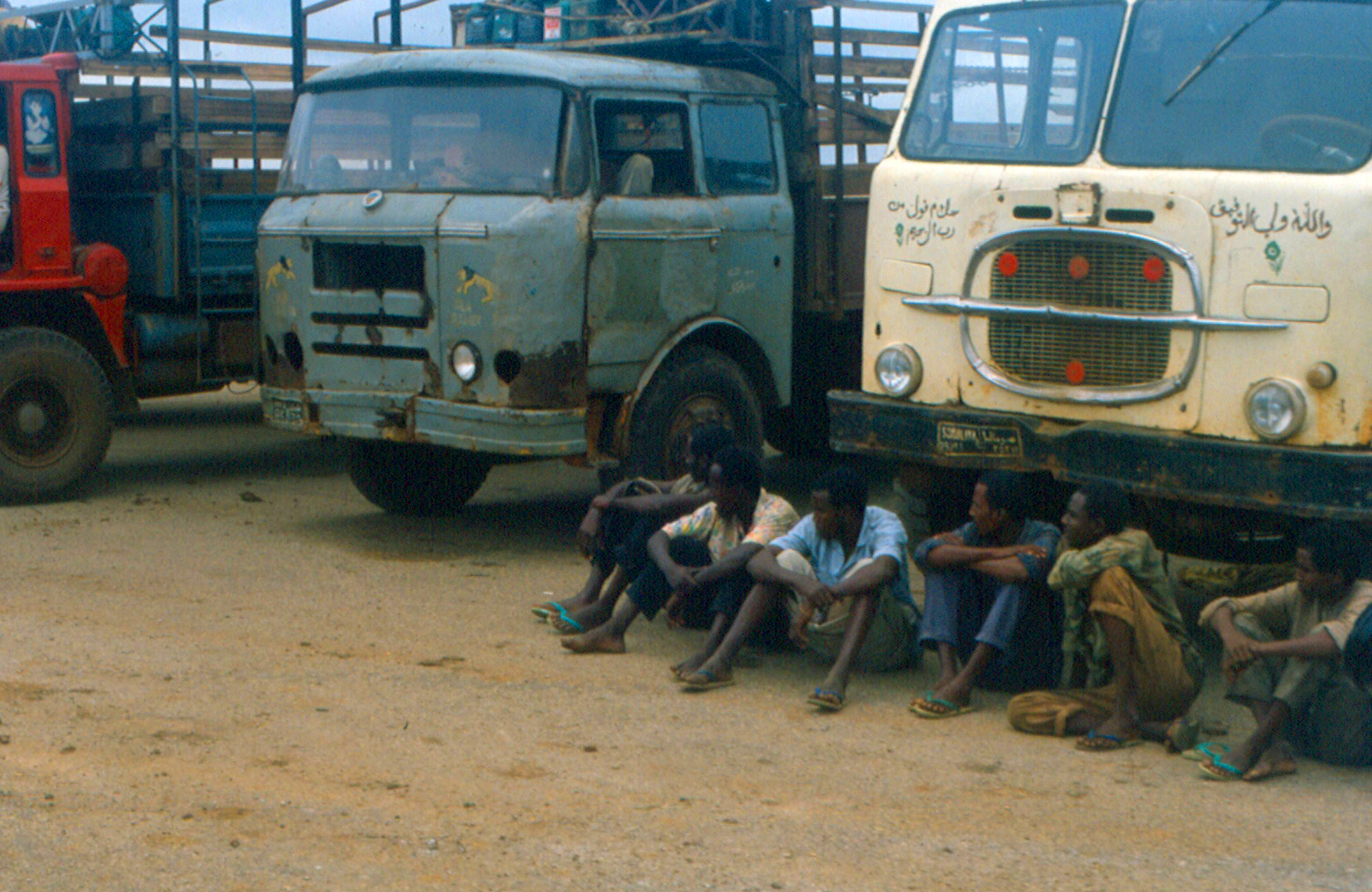
Des Somaliens attendent l'arrivée du ravitaillement américain.

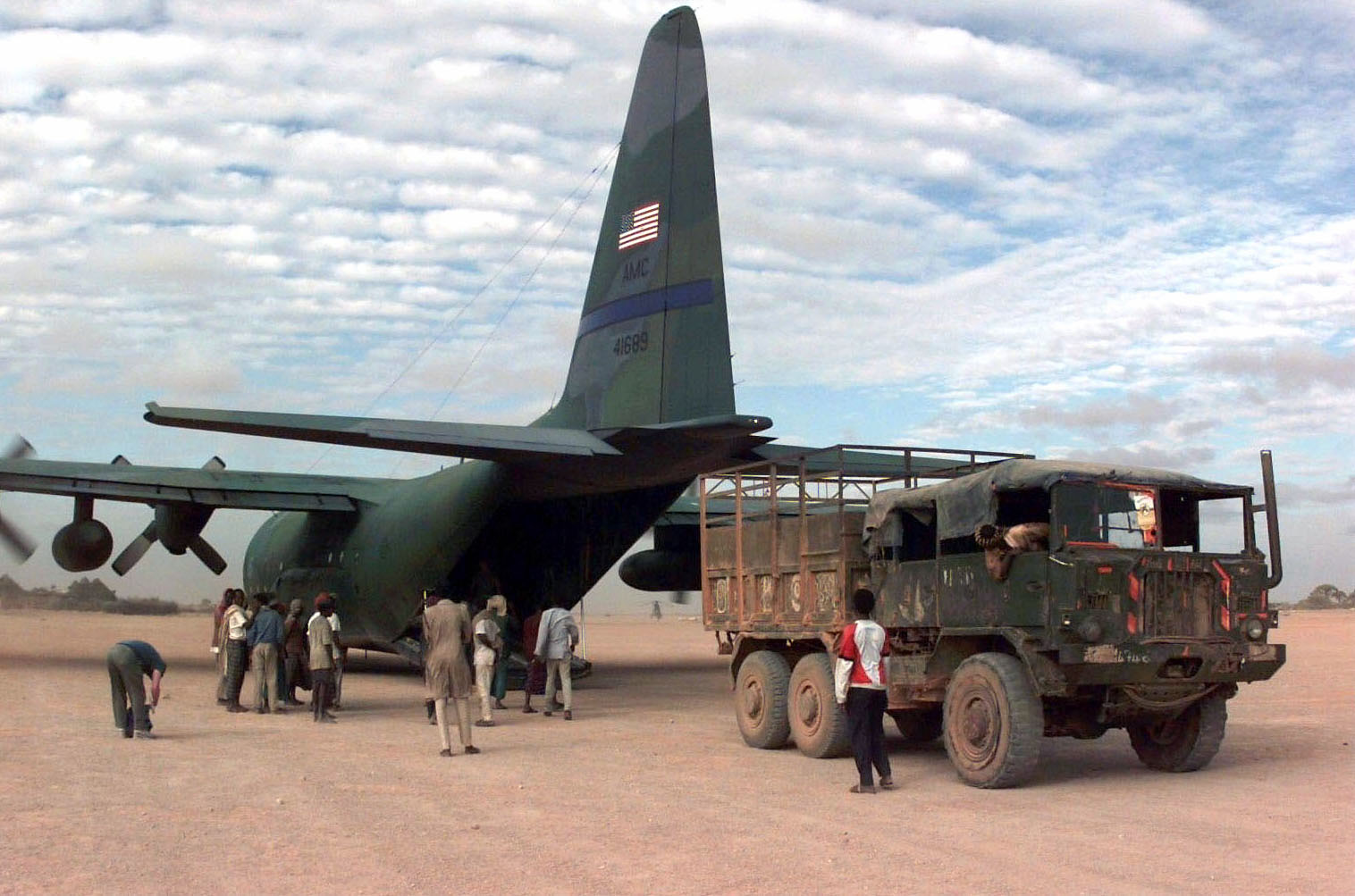
Un C-130 américain dans le cadre de l'opération Restore Hope.

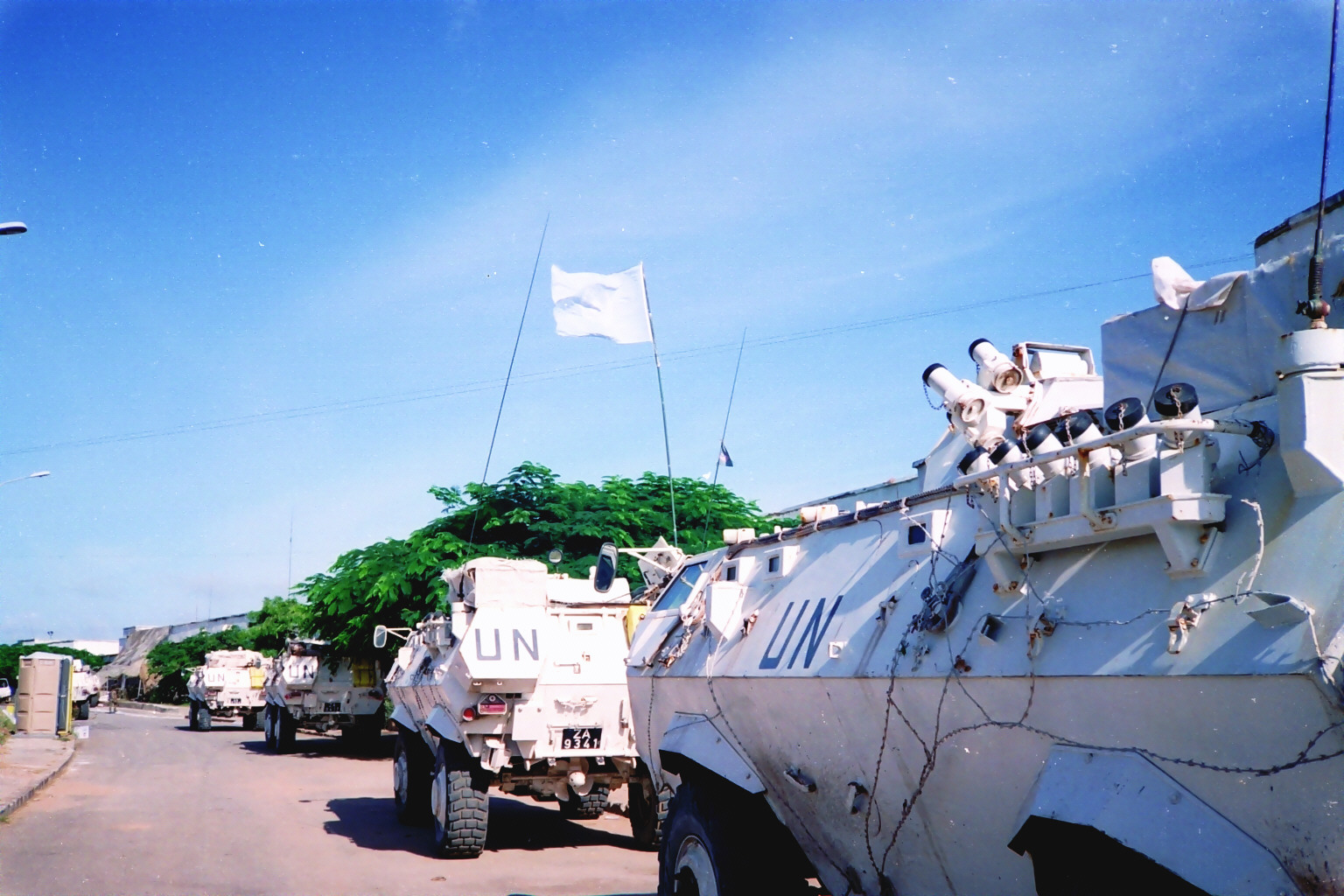
Des Condor des Forces armées malaisiennes en Somalie sous les couleurs des Nations Unies.

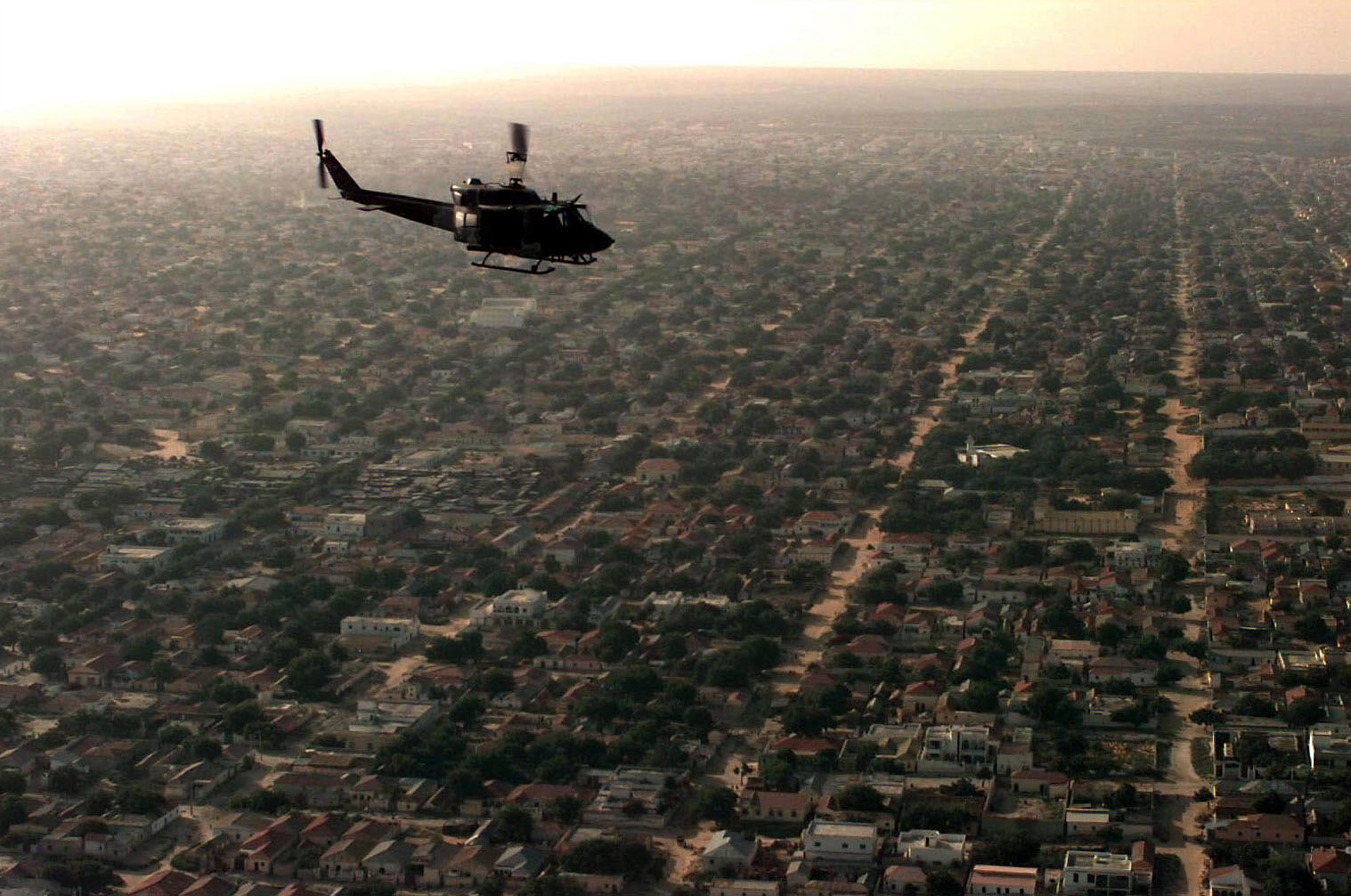
Un hélicoptère américain en patrouille au-dessus de Mogadiscio.

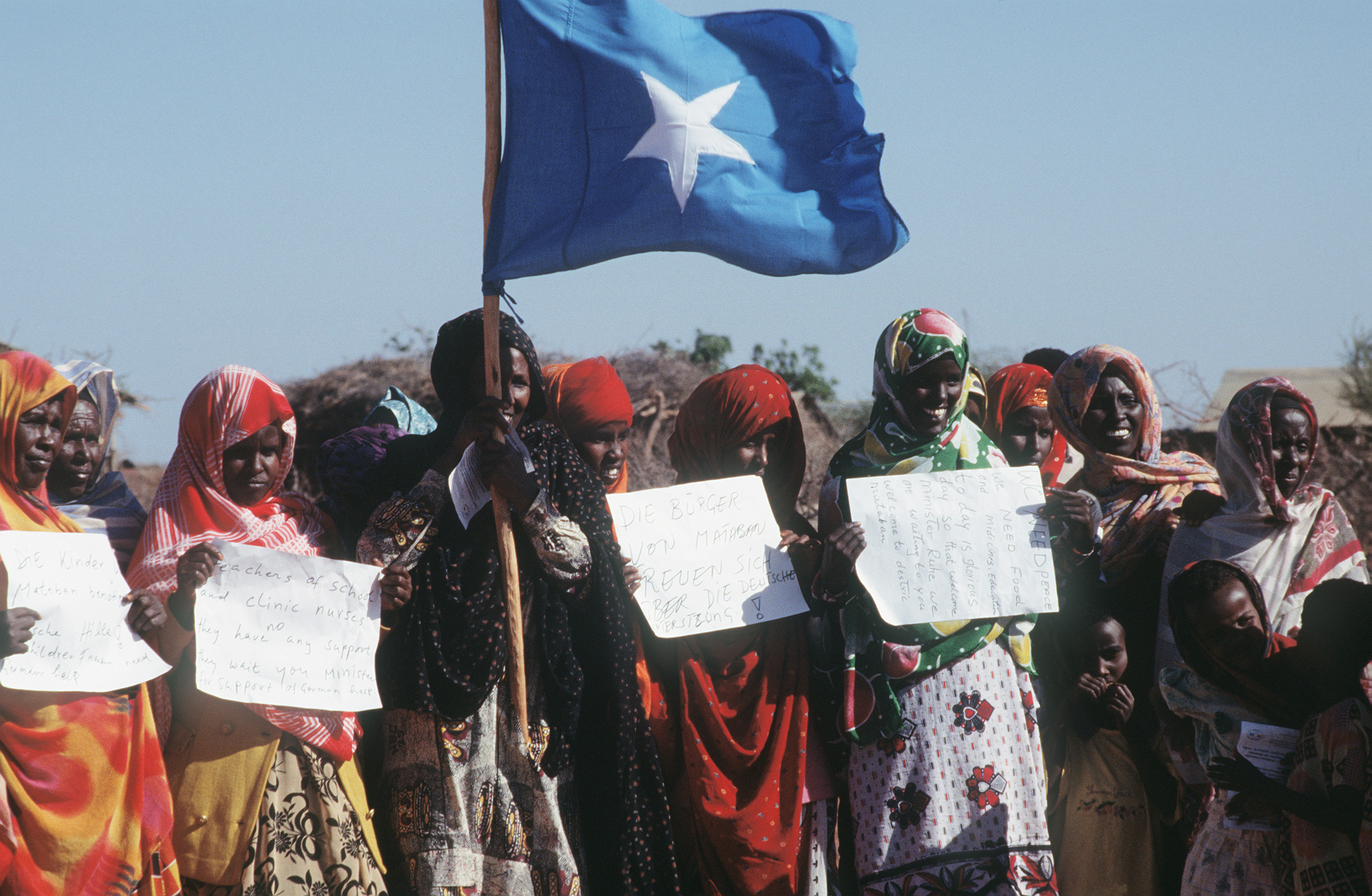
Institutrices et infirmières de Mataban saluant l'arrivée des militaires allemands, 18 décembre 1993.

Le 21 janvier 1992, le secrétaire général des Nations unies, Boutros Boutros-Ghali, demande au Conseil de sécurité de faciliter une solution pacifique au conflit somalien. Deux jours plus tard, le Conseil de sécurité décrète un embargo sur les livraisons d'armes. Les deux factions rivales signent un dixième cessez-le-feu à Mogadiscio le 3 mars, sur fond d'attentats à la bombe. Le 17 mars, les Nations unies envoient une mission technique d'une vingtaine de militaires et civils à Mogadiscio pour superviser un éventuel cessez-le-feu. Boutros Boutros-Ghali nomme Mohamed Sahnoun représentant spécial du secrétaire général de l’ONU pour la Somalie.
Les pillards sèment la terreur au cœur de la capitale et les victimes de la faim se comptent par milliers. Des organisations non gouvernementales demandent l'envoi d'une aide humanitaire massive.
Après une tentative avortée pour reprendre le pouvoir dans la capitale, l'ex-président Mohamed Siad Barre et ses deux mille partisans se réfugient au Kenya. Le 24 avril, le Conseil de sécurité de l'ONU accepte le déploiement d'une cinquantaine d'observateurs non armés dans Mogadiscio. Plusieurs milliers de boat people fuyant un pays ravagé par la famine et la guerre civile échouent sur les côtes du Yémen.
En juillet, les Nations unies préparent une opération humanitaire d'envergure. Le 12 août, le Conseil de sécurité décide le déploiement d'une force armée de 500 hommes destinée à escorter l'aide humanitaire. Dans le port de Kismaayo, au sud de la capitale, des bandes armées pillent 200 tonnes de céréales provenant d'une cargaison du Programme alimentaire mondial. Du 28 août au 11 septembre, le port de Mogadiscio est fermé à la suite de pillages. Un pont aérien est mis en place avec Djibouti pour venir en aide aux victimes de la famine. À l'aide européenne s'ajoute l'aide américaine et africaine dans le cadre de l'opération Provide Relief.
Les Nations unies autorisent le déploiement de 3 000 « gardes bleus » supplémentaires pour assister l'aide humanitaire occidentale. Au Kenya, le manque d'eau potable et de médicaments provoque la mort d'environ 400 réfugiés somaliens par semaine selon un représentant du Haut Commissariat des Nations unies pour les réfugiés. Dans les régions retirées du pays, le Programme alimentaire mondial commence à larguer de la nourriture par voie aérienne.
Le 1er décembre 1992, le Conseil de sécurité de l'ONU approuve le déploiement d'une force d'environ 30 000 hommes sous commandement américain, la première mise en pratique d'un droit d'ingérence humanitaire, qui ne figure encore nulle part dans les conventions internationales. Des journalistes par centaines débarquent à Mogadiscio avant l'arrivée prochaine du corps expéditionnaire. Mille huit cents marines américains débarquent le 10 décembre et s'emparent sans incident du port et de l'aéroport de la capitale. L'administration américaine estime que la mission sera « techniquement facile » et le terrain favorable à une action de la force.
Le général Mohamed Aidid et Ali Mahdi signent un accord de paix le lendemain. Ils invitent leurs compatriotes à cesser les hostilités.
Au début de l'année 1993, le nombre de militaires déployés dans le cadre de l'opération Restore Hope s'élève à 28 870, dont 20 515 Américains et 2 454 Français.
Dans l'ensemble du pays, les factions claniques rivales se font désormais face sans se livrer combat. Elles replient leur matériel lourd et cherchent à ne pas attirer l'attention de la force internationale en attendant une situation plus favorable. Dans la capitale, le général Aïdid, mis à l'écart des conférences de paix, rassemble l'ensemble des factions pour lutter contre les États-Unis, désigné comme ennemi commun. Les États-Unis soutiennent Ali Mahdi Mohamed, jugé plus convenable.
Le 4 mai 1993, l'ONU prend le commandement de la force internationale.
Dans la nuit du 7 au 8 juin, à Mogadiscio, des combats éclatent entre les troupes du général Mohamed Aidid et les casques bleus, provoquant la mort de 23 Pakistanais. Quatre jours plus tard, les forces onusiennes répliquent par une offensive aérienne, suivie d'une opération terrestre, effectuée avec des hélicoptères, des avions AC 130 ainsi que des canons américains. Des manifestations contre la force sont réprimées violemment par les casques bleus, tuant quatorze civils. 
Le 17 juin, les casques bleus prennent d'assaut la résidence du général Mohamed Aidid mais ce dernier parvient à s'échapper. Le 23 juin, l'ONUSOM lance une campagne contre le général Aïdid qui va tourner à la « guerre personnelle » contre celui-ci.
La guérilla urbaine tourne à l'avantage de ce dernier et son prestige augmente dans la capitale. Les combats culminent avec les événements des 3 et 4 octobre au cours desquels deux hélicoptères américains black hawk sont abattus, provoquant la mort de 18 soldats américains,.
Dès le 11 octobre, les États-Unis engagent des négociations avec des représentants du clan du général Aïdid, les Haber Guedir. Le 18 novembre, le général Aidid fait une apparition publique devant quatre mille partisans.
Au sud du pays, les combats font rage à Kismaayo entre des miliciens du colonel Omar Jess, alliés du général Aïdid, et les hommes de Mohamed Saïd Hersi « Morgan », alliés de l'ancien président Ali Mahdi.
Au mois de mars 1994, les derniers soldats américains quittent le territoire somalien. Au même moment, un accord de réconciliation est signé entre les deux chefs hawiyé, le général Aïdid et Ali Mahdi Mohamed, mais sans rien régler. À partir du mois d'août, le chaos est total dans la capitale.
Le 2 mars 1995, les derniers casques bleus quittent la Somalie.

### Critique de l'action des Nations Unies
En 1994, le diplomate algérien et ancien représentant spécial du secrétaire général de l’ONU pour la Somalie Mohamed Sahnoun a publié un livre en anglais "Somalia: The Missed Opportunities" (Somalie: les occasions manquées) dans lequel il analyse les raisons de l'échec de l'intervention de l'ONU en Somalie en 1992. Il montre que, entre le début de la guerre civile en 1988 et l'effondrement du régime de Mohamed Siad Barre en janvier 1991, les Nations unies ont manqué au moins trois occasions de prévenir des drames humanitaires majeurs. Lorsque les Nations unies ont voulu fournir une aide humanitaire, leur performance a été largement dépassée par celles des organisations non gouvernementales, dont la compétence et le dévouement ont mis en évidence la prudence excessive et l'inefficacité bureaucratique des Nations unies. Il appelait en conclusion à des réformes radicales de l'Organisation des Nations unies.

## Morcellement du pays (1995-2004)
Après le départ de l'ONUSOM, les affrontements reprennent dans Mogadiscio entre les hommes d'Ali Mahdi et de Mohamed Aidid. Ce dernier trouve la mort au cours de ces combats, dans la nuit du 1er au 2 août 1996. Son fils, Hussein Farah Aidid, ancien soldat de l'armée américaine, reprend la tête du mouvement de son père, l'United Somali Congress/Somali National Alliance (USC/SNA), sa milice tribale est composée, au sein du clan des Haber Guedir de la tribu Hawiyé, de son sous-clan, les Saad.
En 1997 et en 1998, l'Éthiopie intervient militairement en Somalie pour détruire les forces rebelles de l'Ogaden National Liberation Front (ONLF).
Le 24 juillet 1998, une nouvelle sécession sous l'impulsion de plusieurs clans Darod dirigée par Abdullahi Yusuf Ahmed, un Majeerteen, aboutit à la création de l'État du « Puntland » au nord-est du pays.
En 1999, deux nouvelles entités politiques voient le jour : le « Jubaland » au sud-ouest du pays et le « Hiranland » au nord de la capitale.
À partir de 1999 s'affrontent les intérêts diplomatiques des pays de la Ligue arabe et de l'Éthiopie. Tandis que les premiers, avec l'Égypte et les islamistes somaliens, souhaitent l'unification du pays, Addis-Abeba soutient la création d'un État fédéral.
En août 2000, la conférence de paix d'Arta à Djibouti aboutit à l'élection du président du Gouvernement fédéral de transition. Deux mois plus tard, le président Abdiqasim Salad Hassan et ses 245 membres du parlement quittent Djibouti pour Mogadiscio. Ce gouvernement obtient rapidement une reconnaissance internationale. Il occupe le siège de la Somalie aux Nations unies, à l’Organisation de l'unité africaine, à l'IGAD et à la Ligue arabe laissés longtemps vacants.
Le morcellement du pays, les affrontements autour des ports et de la capitale, et l'intervention éthiopienne provoquent la ruine de l'économie somalienne et l'explosion de la piraterie maritime. Les pêcheurs, ruinés par la guerre et le pillage des ressources halieutiques par des sociétés de pêche étrangères, se convertissent progressivement à la piraterie à partir de 1991.
En 2002, après plusieurs échecs, une nouvelle conférence de paix s'ouvre sous l'égide de l'IGAD. Au mois de juillet 2003, un accord est trouvé entre les parties reposant sur la mise en place d'un système fédéral.
En 2004, le Parlement fédéral de transition de la République de Somalie, exilé au Kenya en raison des affrontements entre seigneurs de la guerre à Mogadiscio, et formé en nombres égaux de représentants de chacun des quatre grands clans somalis, élit en tant que président intérimaire Abdullahi Yusuf Ahmed, président de la région du Puntland. À la tête du Gouvernement fédéral de transition (GFT), celui-ci nomme Ali Mohamed Gedi, un vétérinaire de profession, en tant que Premier ministre. Toutefois, son gouvernement doit rester en exil au Kenya.

## Émergence du Chabab et mise en place de l'AMISOM (2004-2009)
En 2004, un nouveau mouvement fait son apparitions sur la scène somalienne : les Tribunaux islamiques, un conglomérat de groupes hétérogènes au point de vue tribal, idéologique mais rassemblé autour du mot d'ordre : « l'islam est notre seul clan ». Sa milice, les Shebab, conquièrent en quelques mois une partie de la Somalie et menacent Mogadiscio.
En février 2006, des seigneurs de la guerre s'allient une Alliance pour la restauration de la paix et contre le terrorisme, soutenue par Washington, pour combattre l'Union des tribunaux islamiques. Les deux coalitions rivales se sont combattues à Mogadiscio (en) durant l'année 2006. En juin 2006, les tribunaux islamiques s'emparent de la capitale puis du dernier bastion de l'alliance des chefs de guerre, Jowhar, à 90 km.
Un ordre relatif avait été établi en 2006 par l'Union des tribunaux islamiques, mais les dissensions internes dans cette coalition, la guerre déclarée au gouvernement transitionnel par les islamistes radicaux, et les conflits inter-claniques ou entre seigneurs de guerre reprennent. Cette union est hétérogène et inclut aussi bien des radicaux, tels que Hassan Dahir Aweys, que des modérés, dont Sharif Ahmed, qui a été élu président du gouvernement de transition en janvier 2009.
Le 21 décembre 2006, pour empêcher la chute du GFT, l'armée éthiopienne pénètre sur le territoire somalien. Elle n'a pas de mandat international mais le soutien des États-Unis. En quelques jours, les forces de l'Union des tribunaux islamiques sont mises en déroute : les troupes éthiopiennes, alliées au gouvernement de transition, entrent dans Mogadiscio le 28 décembre 2006, boutant les tribunaux islamiques hors de la capitale.
Cette période est celle de l'émergence du Harakat al-Chabab al-Moudjahidin, le « mouvement des jeunes combattants », appelé aussi simplement le Chabab, qui est un groupe terroriste islamiste somalien d'idéologie salafiste djihadiste issu de la fraction la plus dure de l'Union des tribunaux islamiques. Son fondateur est Aden Hashi Farah « Ayro ».
Le 6 décembre 2006, la Résolution 1725 du Conseil de sécurité des Nations unies, prise à l'unanimité du Conseil le 6 décembre 2006 sous le chapitre VII de la Charte des Nations unies, autorise le déploiement d'une « mission de protection et de formation en Somalie » par les États membres de l'Union africaine et de l'IGAD (ou Autorité intergouvernementale pour le développement), pour « protéger les membres des institutions fédérales de transition », former leurs forces de sécurité et « suivre les progrès réalisés par les institutions fédérales de transition et l’Union des tribunaux islamiques dans l’application des accords issus » de la déclaration de Khartoum de septembre 2006. De plus, la résolution « approuve les dispositions du plan de déploiement de l’IGAD selon lesquelles les États limitrophes de la Somalie ne déploieraient pas de troupes dans ce pays », excluant ainsi les forces éthiopiennes.
Le président intérimaire Abdullahi Yusuf Ahmed, le 5 janvier 2007, réclame « l'application immédiate du déploiement d'une force de paix africaine » dans son pays sur la base de la résolution 1725. Le 19 janvier, l'Union africaine décide de déployer une force de maintien de la paix d'environ 8 000 hommes, l'AMISOM. Entre-temps, le 8 janvier 2007, un AC-130 de l'armée américaine bombarde en Somalie un bastion de terroristes affiliés à Al-Qaïda, la première intervention revendiquée par Washington sur le territoire somalien depuis son départ de 1993. Les cibles seraient des combattants islamistes soupçonnés d'avoir participé aux attentats contre les ambassades des États-Unis au Kenya et en Tanzanie en 1998.
L'AMISOM chasse les Tribunaux islamiques de Mogadiscio en décembre de la même année.
Toutefois, après la défaite de l'Union des tribunaux islamiques (UTI), une Alliance pour la relibération de la Somalie (ARS) soutenue par l’Érythrée est créée qui rassemble tous les opposants au GFT et à la présence éthiopienne : les Shebabs, Sharif Ahmed, ancien chef de l'UTI, Hassan Dahir Aweys, ancien dirigeant du mouvement AIAI (Al-Ittihad al-Islami), ainsi que Hussein Mohamed Farah, fils du défunt général Mohamed Farah Aïdid.
Depuis 2007, Al-Shebab, qui a introduit la tactique des attentats-suicides en 2008, est le principal groupe radical qui lutte contre les institutions de transitions.
En août 2008, ils reprennent le port de Kismaayo, qui est situé près du Kenya et est la troisième ville du pays, à l'ex-ministre Barre Adan Shire Hiiraale (en). Ils y désarment les milices locales afin de rétablir l'ordre. Parallèlement, ils instaurent la charia dans sa version la plus radicale, y compris pénale (lapidation d'une adolescente de 13 ans, coups de fouet pour des femmes portant des soutiens-gorge et pour hommes ayant fumé du haschisch, etc., déposée au Parlement européen). Ils détruisent aussi sites religieux (chrétiens et soufis).
En décembre 2008, les soldats éthiopiens se retirent de Somalie laissant derrière eux un contingent de l'AMISOM, composé de 3 400 soldats burundais et ougandais, pour aider le fragile gouvernement fédéral de Transition somalien. Après le retrait éthiopien de Somalie, la moitié sud du pays tombe rapidement dans les mains des rebelles islamistes radicaux.
Le 7 mai 2009, les shebabs attaquent Mogadiscio et capturent la plupart des quartiers de la ville, mais ne parviennent pas à renverser le gouvernement, qui maintient son contrôle sur quelques kilomètres carrés de la capitale.

## Élection à la présidence de Sharif Ahmed (janvier 2009)
Au mois de décembre 2008, le parlement somalien, replié à Djibouti, élit Sharif Sheikh Ahmed, un Hawiyé du clan Abgaal et ancien responsable de l'UTI issu de sa tendance la plus modérée.
En février 2009, plusieurs groupes islamistes se rassemblent au sein du Hizbul Islam, notamment une partie de l'UTI et une fraction des Chababs dirigée par Ahmed Abdi Godane.
En 2009, le Chabab se déclare en guerre contre le gouvernement du nouveau président somalien Sharif Ahmed, des Tribunaux islamiques. Après son succès initial, le groupe, qui contrôlait une partie du pays en 2008, est obligé de se replier en 2011 face aux offensives de l'armée somalienne appuyée par l'Union africaine.
La faillite de l'État somalien a aussi abouti à l'explosion du phénomène de piraterie autour de la Corne de l'Afrique, affectant le commerce international.

### Intervention militaire kényane
En octobre 2011, l'armée kényane intervient dans le conflit, lançant l'opération Linda Nchi (« protéger le pays » en swahili) contre les positions d'Al-Shabaab.
À partir de 2011, le Chabab subit une série de revers face aux offensives des forces gouvernementales somaliennes, de la Mission de l'Union africaine en Somalie et de l’armée kényane. Il doit abandonner Mogadiscio en août 2011 puis les principales villes qu’il contrôlait en 2012. En janvier 2012, les shebabs perdent ainsi la ville de Beledweyne.
En octobre 2014, il quitte également Brava, le dernier port d'importance,.
Le 8 septembre 2012, les députés élisent un nouveau président, Hassan Sheikh Mohamoud, Haweye du clan Abgaal comme son prédécesseur (contre qui il a été élu) et réputé proche des Frères musulmans.

## Bilan humain
Entre 1988 (soit avant la chute de Mohamed Siad Barre, en janvier 1991) et 2015, la guerre civile aurait fait en Somalie quelque 500 000 morts selon la CIA et l'ONU : la majorité des morts ne sont cependant pas morts au combat, mais de famines répétitives, de nombreuses privations, dont celles des soins médicaux. Pour la seule période qui va de 1992 à 1994, on estime que plus de 100 000 Somaliens sont morts des conséquences de la famine.
Un grand nombre de Somaliens a fui le pays, et les candidats au départ sont encore nombreux : les chiffres des Somaliens en exil à l'étranger ne sont pas connus avec précision, tant le pays est dans le chaos. De même, on ne connait pas les chiffres de la population somalienne, et généralement, elle est créditée de 10 à 12 millions d'individus, en considérant les chiffres démographiques d'avant 1991, mais l'ONU et l'UNICEF craignent que le chiffre de la population en Somalie soit bien inférieur à 10 millions d'individus, et plutôt à situer entre 8 et 9 millions d'habitants. Les personnes de plus de 65 ans sont moins nombreuses proportionnellement que celles des pays voisins, et la mortalité infantile est plus élevée.
Entre 1988 et 2020, la CIA estime, en septembre 2020, que la guerre civile en Somalie, a fait environ 550 000 morts.